# 2341 Аолута
2341 Аолута (1976 YU1, 1933 UA, 1941 BO, 1956 TC1, 1966 UV, 1969 RH, 1979 TL, A910 UB, 2341 Aoluta) — астероїд головного поясу, відкритий 16 грудня 1976 року.
Тіссеранів параметр щодо Юпітера — 3,638.